# Justo Domínguez de la Fuente
Justo Domínguez de la Fuente (Navamorcuende, Toledo, 6 de agosto de 1940–Barcelona, 29 de diciembre de 2011) fue un histórico líder sindical, secretario general de la UGT de Cataluña desde el 1983 hasta el 1990.
Trabajador de la Empresa de Transportes de Barcelona. A los catorce años llegó a Madrid, donde residía su hermana, para trabajar como repartidor de leche y posteriormente en una fábrica de yogures. Al finalizar el servicio militar marchó a Barcelona, donde vivía un hermano. 
En la capital catalana, Domínguez empezó a trabajar como conductor de tranvías y, poco después, obtuvo plaza para conductor de autobuses. Desde este sector empezó su activismo político en defensa de los derechos de los trabajadores. En 1966, según sus propias palabras recogidas en la web de la UGT, un grupo de personas inició una queja “por la cuestión de la seguridad” en los autobuses y él era uno de ellos. Así fue como visualizó por primera vez su defensa de lo social, en plena dictadura.
En 1968 promovió la negociación de un convenio colectivo y, en 1969, tras obtenerlo la Seat, se firmó con los trabajadores de los autobuses. A partir de 1972, Domínguez intensifica sus contactos con el mundo sindical, pero distanciándose con el sector comunista de las revueltas en las calles de Barcelona. En 1973, la lista de Justo Domínguez gana las elecciones al jurado de empresa dentro del sindicato vertical y al margen de las listas que presentaba el PSUC. Hasta 1976 las listas que apoyaba Domínguez ganaron. Es entonces cuando entra a formar parte de la UGT de la mano de dos militantes de la Federación Catalana del PSOE. Se afilió al sindicato y al partido político.
Según la UGT, solo Justo Domínguez consiguió en un año más de 600 nuevos militantes para el sindicato; y obtuvo una gran repercusión en toda Cataluña. Fue secretario general de la Federación de Transportes, Comunicaciones y Mar de la UGT de Cataluña. En 1983 se presentó para dirigir el sindicato en Cataluña y obtuvo la Secretaría General, que mantuvo hasta 1990. Durante la campaña de las elecciones autonómicas de Cataluña de 1984, formó parte del órgano consultivo del candidato del PSC-PSOE a la presidencia de la Generalitat (Raimon Obiols) y fue elegido diputado por Barcelona al Parlamento de Cataluña, cargo que desempeñó desde mayo de 1984 a abril de 1989. 
Falleció en Barcelona el 29 de diciembre de 2011.
La UGT destacó el legado de “valentía, compromiso, lucha contra la injusticia y defensa de los trabajadores” que deja Domínguez, así como el trabajo que realizó contra la dictadura y la recuperación de la democracia.